# Escalator over the Hill
Escalator over the Hill (oder EOTH) von Carla Bley wird meistens als Jazzoper bezeichnet; veröffentlicht wurde das bahnbrechende Werk im Frühjahr 1972 mit dem Untertitel „Chronotransduction“ mit „Worten von Paul Haines, Adaptation und Musik von Carla Bley, Produktion und Koordination von Michael Mantler“, gespielt von einer Vielzahl namhafter Musiker aus (Free) Jazz, Rock und Pop, unter anderem auch aus dem Jazz Composer’s Orchestra (JCOA).
1997 wurde in Köln zum ersten Mal eine Liveversion von Escalator over the Hill aufgeführt, anschließend folgte eine Konzerttournee. Im Mai 2006 fand eine weitere Aufführung in Essen statt.

## Die Form: das Album
Die gesamte Aufnahme ist über zwei Stunden lang und entstand in drei Jahren von 1968 bis 1971. Steve Gebhardt drehte 1970 einen Dokumentarfilm über die Proben für Escalator over the Hill.
Die Originalausgabe war ein Karton mit drei Langspielplatten (LP) und einem umfangreichen Beiheft, das den gesamten Text, Fotos und ausführliche Informationen zur Besetzung aller Stücke enthielt. Die letzte der insgesamt sechs LP-Seiten endete in einer Endlosrille, sodass das letzte Stück … And It’s Again in ein endloses Summen wie von einem entfernten Insektenschwarm überging, das durch Abschalten des Plattenspielers beendet werden musste.

## Der Inhalt: Jazz und mehr
Die von Carla Bleys damals in Indien lebendem guten Freund Paul Haines verfassten Texte liefern kein für eine Oper mit fortlaufender Handlung geeignetes Libretto, sondern sind eher surreale Poesie. Erzählt wird eine Geschichte über das dadaistische Leben von Ginger, David, Calliope Bill, Jack und vielen anderen in einem Hotel in Indien.
Die vielen unterschiedlichen an der Originalaufnahme kollektiv beteiligten Musiker agieren in verschiedenen Kombinationen (untenstehend als „chronotransductional“ aufgeführt) und decken dabei ein weites Spektrum musikalischer Ausdrucksformen ab:
Klänge, die an die Theatermusik Kurt Weills erinnern, Free Jazz, Rock, Weltmusik (auch wenn dieser Begriff damals noch nicht existierte) – eine Collage aus den unterschiedlichsten Stilen der populären Musik oder, wie ein englischsprachiger Kritiker formuliert, „eine Zusammenfassung großer Teile der kreativen Energie, die von 1968 bis 1972 vorhanden war“.
Zu den Sängerinnen und Sängern gehören der Warhol-Filmsuperstar Viva als Erzählerin, Jack Bruce (auch am E-Bass), Linda Ronstadt, Jeanne Lee, Paul Jones, Carla Bley, Don Preston, Sheila Jordan und Bleys und Mantlers damals vierjährige Tochter Karen Mantler (heute selbst Jazzorganistin).

## Titelliste
| 01. | Hotel Overture                  | 13:11 |
| 02. | This Is Here…                   | 06:02 |
| 03. | Like Animals                    | 01:21 |
| 04. | Escalator over the Hill         | 04:57 |
| 05. | Stay Awake                      | 01:31 |
| 06. | Ginger and David                | 01:39 |
| 07. | Song to Anything That Moves     | 02:22 |
| 08. | Eoth Theme                      | 00:35 |
| 09. | Businessmen                     | 05:38 |
| 10. | Ginger and David Theme          | 00:57 |
| 11. | Why                             | 02:19 |
| 12. | It’s Not What You Do            | 00:17 |
| 13. | Detective Writer Daughter       | 03:16 |
| 14. | Doctor Why                      | 01:28 |
| 15. | Slow Dance (Transductory Music) | 01:50 |
| 16. | Smalltown Agonist               | 05:24 |
| 17. | End of Head                     | 00:38 |
| 18. | Over Her Head                   | 02:38 |
| 19. | Little Pony Soldier             | 04:36 |
| 20. | Oh Say Can You Do?              | 01:11 |
| 21. | Holiday in Risk                 | 03:10 |
| 22. | Holiday in Risk Theme           | 00:52 |
| 23. | A.I.R. (All India Radio)        | 03:58 |
| 24. | Rawalpindi Blues                | 12:44 |
| 25. | End of Rawalpindi               | 09:40 |
| 26. | End of Animals                  | 01:26 |
| 27. | … And It’s Again                | 27:17 |

## Mitwirkende des Albums

### Die Rollen und ihre Darsteller
- Jack, Papagei: Jack Bruce

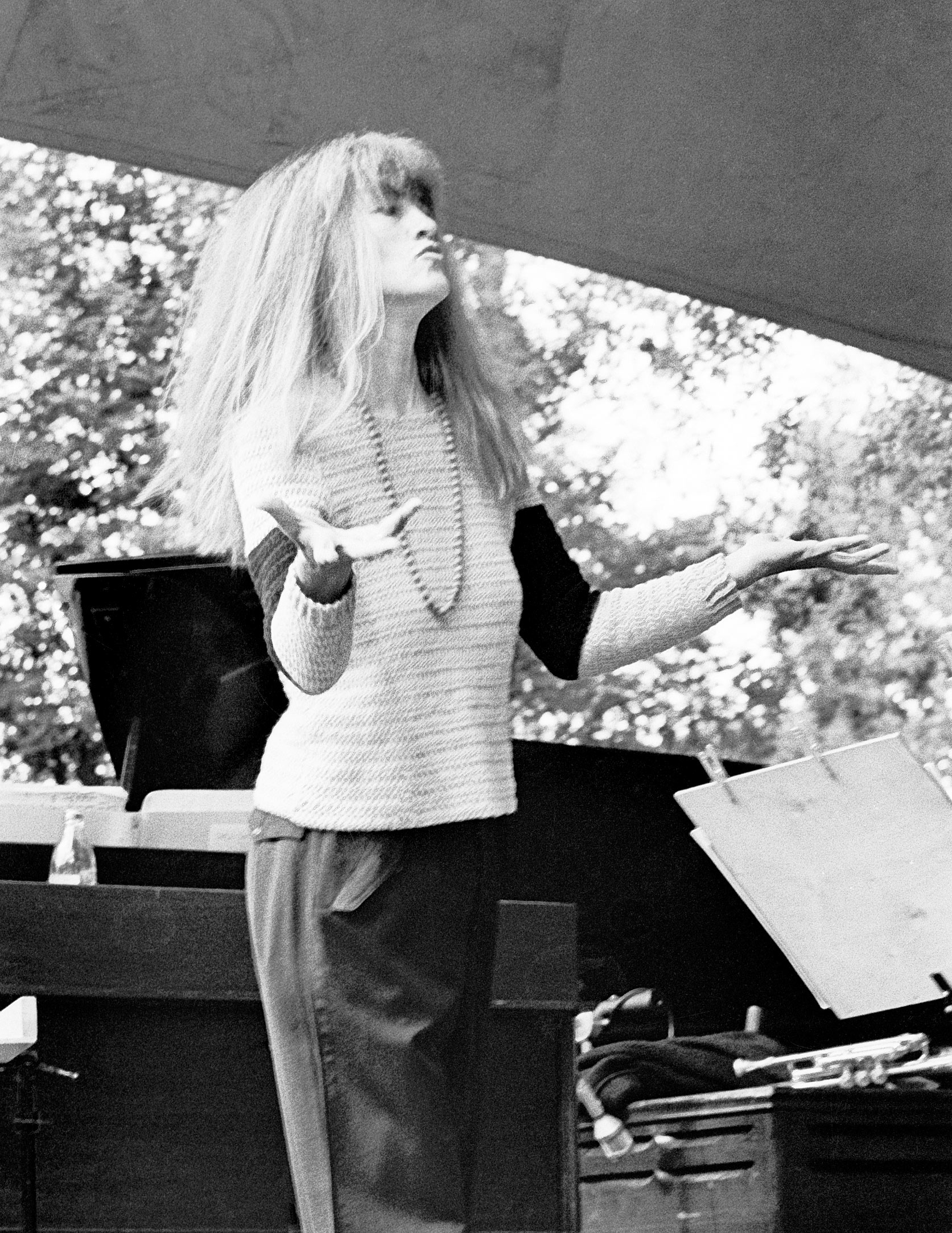
Carla Bley (1978)

- Leiterin, Mutant, Stimme, Wüstenfrauen: Carla Bley
- Sandschäfer: Don Cherry
- Ginger: Linda Ronstadt
- Ginger II: Jeanne Lee
- David: Paul Jones
- Doctor, Löwe: Don Preston
- Viva: Viva
- Cecil Clark: Tod Papageorge
- Seine Freunde: Charlie Haden, Steve Ferguson
- Dampforgel Bill: Bill Leonard
- Untermieter: Bob Stewart
- Uralte Untermieterin: Karen Mantler
- Lautsprecher: Roswell Rudd
- Benutzte Frau: Sheila Jordan
- Opernsängerin: Rosalind Hupp
- Krankenschwester: Jane Blackstone
- Jodelnder Bauchredner: Howard Johnson
- Therapeut: Timothy Marquand
- Papa: Perry Robinson
- Phantome, Diverse Öffentliche Mitglieder, Hotelleute, Frauen, Männer, Fliegen, Ochsenfrösche, Mindsweeper, Sprecher, Blinder:

### Musiker (alphabetisch)
- Gato Barbieri (Tenorsaxophon)
- Souren Baronian (Klarinette)
- Karl Berger (Vibraphon)
- Carla Bley (Orgel, Celesta, Röhrenglocken, Dampforgel, Klavier)
- Sam Brown (Gitarre)
- Jack Bruce (E-Bass, Gesang)
- John Buckingham (Tuba)
- Sam Burtis (Posaune)
- Bob Carlisle (Horn)
- Don Cherry (Trompete, Gesang)
- Roger Dawson (Congas)
- Sharon Freeman (Horn)
- Charlie Haden (Bass)
- Peggy Imig (Klarinette)
- Jack Jeffers (Bassposaune)
- Leroy Jenkins (Violine)
- Howard Johnson (Tuba)
- Jimmy Knepper (Posaune)
- Jimmy Lyons (Altsaxophon)
- Michael Mantler (Präpariertes Klavier, Trompete, Ventilposaune)
- Ron McClure (Bass)
- John McLaughlin (Gitarre)
- Bill Morimando (Glockenspiel, Celesta)
- Paul Motian (Schlagzeug, Darbuka)
- Nancy Newton (Viola)
- Don Preston (Moog-Synthesizer)
- Enrico Rava (Trompete)
- Perry Robinson (Klarinette)
- Roswell Rudd (Posaune)
- Calo Scott (Cello)
- Michael Snow (Trompete)
- Chris Woods (Baritonsaxophon)
- Richard Youngstein (Bass)

### Musiker (chronotransductional)

#### Orchestra (& Hotel Lobby Band)
- Carla Bley (Klavier)
- Jimmy Lyons (Altsaxophon)
- Gato Barbieri (Tenorsaxophon)
- Chris Woods (Baritonsaxophone)
- Michael Mantler, Enrico Rava (Trumpete)
- Roswell Rudd, Sam Burtis, Jimmy Knepper (Posaune)
- Jack Jeffers (Bassposaune)
- Bob Carlisle, Sharon Freeman (Horn)
- John Buckingham (Tuba)
- Nancy Newton (Viola)
- Karl Berger (Vibraphon)
- Charlie Haden (Bass)
- Paul Motian (Schlagzeug)
- Roger Dawson (Congas)
- Bill Morimando (Röhrenglocken, Celesta).

#### Jack’s Traveling Band
- Carla Bley (Orgel)
- John McLaughlin (E-Gitarre)
- Jack Bruce (E-Bass)
- Paul Motian (Schlagzeug)

#### Desert Band
- Carla Bley (Orgel)
- Don Cherry (Trompete)
- Souren Baronian (Klarinette)
- Leroy Jenkins (Violine)
- Calo Scott (Cello)
- Sam Brown (Gitarre)
- Ron McClure (Bass)
- Paul Motian (Darbuka)

#### Original Hotel Amateur Band
- Carla Bley (Klavier)
- Michael Snow (Trompete)
- Michael Mantler (Ventilposaune)
- Howard Johnson (Tuba)
- Perry Robinson, Peggy Imig (Klarinette)
- Nancy Newton (Viola)
- Richard Youngstein (Bass)
- Paul Motian (Schlagzeug)

#### Phantom Music
- Carla Bley (Orgel, Celesta, Röhrenglocken, Dampforgel)
- Michael Mantler (Präpariertes Klavier)
- Don Preston (Moog-Synthesizer)

## Rezeption
Anders als im 21. Jahrhundert, wo es kein Wagnis sei, in einer Oper Jazz, Rock, Country, indische Musik, Hipsterlyrik und Ausbrüche freier Improvisation zu kombinieren, sei dies 1970 unvorstellbar gewesen. Dies stellt John Fordham von The Guardian zu Beginn seiner Würdigung des Albums als eines der fünfzig wichtigsten Jazzalben fest. Ohne finanzielle Unterstützung oder Produktionshilfe durch eine Plattenfirma habe Bley das „Sgt.-Pepper-Album des neuen Jazz“ geschaffen.
Trevor MacLaren betont für All About Jazz das Wagnis Bleys, als ihre Debütveröffentlichung unter eigenem Namen gleich ein Triplealbum vorzulegen. Dieses Album sei ein Konzeptalbum, aber doch ein typisches Kind seiner Zeit, auch wenn es die Fusion zwischen Jazz und Rock noch nicht zum Abschluss gebracht habe. Doch dieses Werk sei eine der einzigartigsten Platten, die in der modernen Musik je entstanden sei; es klinge wie keine andere Jazzplatte.
Harry Lachner stellte 2007 zum historischen Stellenwert des Albums fest: „Zum ersten Mal präsentierte sich ein Album in der vom Begriff der Authentizität verstrahlten Jazzlandschaft als reines Artefakt; als ein waghalsiges und fragiles Konzept, das zu Recht vor dem Licht der Bühne zurückschreckte und sich damit begnügte, ein Studioprodukt ohne Anspruch auf Aufführbarkeit zu bleiben.“
Lachner meint weiter: „Mit diesem Werk hat sich Jazz zum ersten Mal einen künstlichen Raum geschaffen, wies eine Musik erstmals über sämtliche bis dato gepflegten Bedingungen und Ideologien, Restriktionen und Mißverständnisse hinaus. Musikalisch war Escalator over the Hill, das seine endgültige Gestalt erst am Schneidetisch erhielt, ein Monstrum an Kreativität: ein Schnitt durch die Welt sämtlicher Spielarten der Musik zu einer Zeit, als der Begriff Polystilistik noch nicht inflationär grassiert, als man noch nicht von Stilpluralismus oder postmoderner Ironie daherfabulierte. In diesem musikalischen Fiebertraum, der nicht mehr den alten Gesetzmäßigkeiten von Komposition und Improvisation zu folgen wagte, der sich um den Genre-Begriff so wenig scherte wie um die Gesetze des Marktes, trafen Rock-Elemente mit Vaudeville-Anflügen zusammen, rieb sich klassische indische Musik an den am Jazz reflektierten und gebrochenen Klangvorstellungen der zeitgenössischen Musik und verschmolz Beatnik-Attitüde mit amerikanischen Alltags-Surrealismen.“
Jürgen Schwab stellt 1998 für Rondo fest, dass Escalator over the Hill „heutzutage als zeitgeschichtliches Dokument gehört werden“ kann: „Eine schier grenzenlose musikalische Experimentier- und Abenteuerlust wischt Stil- und Genregrenzen mit faszinierender Unbekümmertheit weg - und das, lange bevor der Begriff Multistilistik zum modischen Schlagwort wurde.“
Der Rolling Stone  wählte das Album 2013 in seiner Liste Die 100 besten Jazz-Alben auf Platz 19.

## Auszeichnungen
Escalator over the Hill wurde „Jazz Album of the Year 1972“ in einer Leserumfrage des britischen Melody Maker und 1973 mit dem französischen Grand Prix du Disque ausgezeichnet. Für arte gehört es zu den „Jahrhundertaufnahmen des Jazz“.